# Cantone di Pontacq
Il Cantone di Pontacq era una divisione amministrativa dell'arrondissement di Pau.
È stato soppresso a seguito della riforma complessiva dei cantoni del 2014, che è entrata in vigore con le elezioni dipartimentali del 2015.
Comprendeva i comuni di:
- Barzun
- Espoey
- Ger
- Gomer
- Hours
- Labatmale
- Limendous
- Livron
- Lourenties
- Lucgarier
- Pontacq
- Soumoulou